# ゼリー飲料
ゼリー飲料（ゼリーいんりょう）とは、柔らかいゼリーをくずしながら飲用する飲料である。
ゼリーを形成するゲル化剤としては、ゼラチンのほか、寒天やこんにゃくが用いられる。果汁飲料や野菜飲料、カスタードプリン味の乳系飲料以外に、各種の栄養素や機能性成分が付加されているものが多く、介護食としてデザイン・開発された商品もある。
容器は、プラスティック製の飲み口（スパウト）付きのアルミラミネート・フィルムなどで出来た軟包装容器（パウチ容器）が主流であるが、金属缶・ガラス瓶・ペットボトル入りのものもある。

## 歴史
森永製菓がこのジャンルの草分け的商品「ウィダーinゼリー」（現・inゼリー）を発売したのは1994年2月。しかし、それ以前に同じく森永製菓から「サンキスト飲むゼリー」という瓶入りの振って飲むゼリーが販売されていた。
2020年頃から栄養ドリンク・滋養強壮剤の老舗ブランドの参入が相次いでいる。

## 主な商品

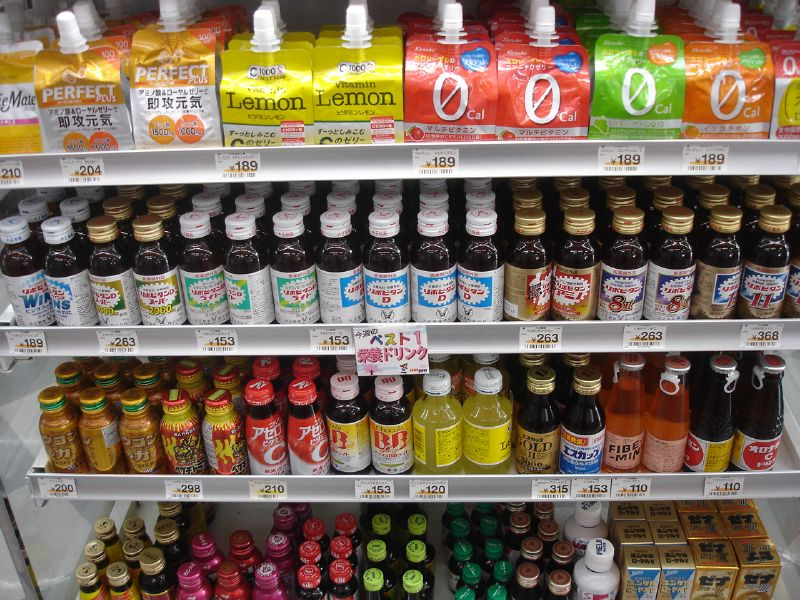
栄養ドリンクと共に陳列される例（2006年）

### 栄養補給系
主な商品（下記参照）の製造会社以外にも中小メーカーが多数参入しており、定番である「エネルギー」「ビタミン」の2種類の他に、「アミノ酸」「食物繊維」などの種類がある。
- inゼリー（森永製菓）【一部ラインナップが機能性表示食品】
- カロリーメイトゼリー（大塚製薬）
- アミノバイタルゼリー、アミノエール ゼリータイプ（味の素）
- VAAM（明治）
- ザバス（SAVAS）（明治）
- パーフェクトプラスゼリータイプ（明治）
- 即攻元気ゼリー（明治）
- パワージェル（パワースポーツ）
- プルジュレ（クラシエフーズ）
- ぷるんと蒟蒻ゼリー、水分補給ゼリー（オリヒロ）
- クラッシュタイプの蒟蒻畑（マンナンライフ）
- 生ローヤルゼリー500ゼリー（ハウスウェルネスフーズ）
- アリナミンメディカルバランス（アリナミン製薬）【指定医薬部外品】
- サトウアクティブゼリー（佐藤製薬）【機能性表示食品】
- ユンケルローヤルチャージ（佐藤製薬）【指定医薬部外品】
- ユンケルローヤルアクア（佐藤製薬） - 脱水対策を想定したスポーツドリンクの性格が強い。凍らせてシャーベット状の「アイススラリー」での摂取も可能。
- リポビタンゼリー（大正製薬）【機能性表示食品】
- リポビタンアイススラリー（大正製薬）
- キューピーコーワαチャージ（興和）【指定医薬部外品】
- 素早くチャージ ドリンクゼリー（イオントップバリュ）

### 清涼飲料系
- ファンタふるふるシェイカー（日本コカ・コーラ）
- ぷるんぷるんQoo（日本コカ・コーラ）
- ふってふってゼリー（ポッカサッポロフード&ビバレッジ）
- From AQUA天然水ゼリー（JR東日本クロスステーション）
- ポカリスエットゼリー（大塚製薬）
- マッチゼリー（大塚食品）

### 介護食系
- ジャネフ ゼリー飲料（キユーピー）
- ハイネゼリー、OS-1ゼリー（大塚製薬工場）
- PGウォーター（テルモ）
- メイバランスソフトJelly（明治）
- らくらく服薬ゼリー（龍角散）
- 熱中対策ゼリー（赤穂化成）
- お水のゼリー、水分補給ゼリー プラッシー（ハウスウェルネスフーズ）
- アイソトニックゼリー、アイソトニックグリーンゼリー、アイソFOゼリー、エネビットゼリー、カームソリッド、ニュートリートウォーター、フラッシュゼリー（ニュートリー）
- リハたいむゼリー（クリニコ）

### 離乳食・幼児食系
- おくすり飲めたね（龍角散）
- うるジュレ、やさいジュレ（森永乳業）